# Jalen Harvey
Jalen Harvey (Hamilton, 28 agosto 1993) è un calciatore bermudiano, difensore del North Village Rams e della nazionale bermudiana.

## Caratteristiche tecniche
È un difensore centrale.

## Carriera

### Nazionale
Ha debuttato in nazionale il 14 luglio 2013, in Bermuda-Groenlandia (3-0). Ha messo a segno la sua prima rete con la maglia della nazionale il 22 gennaio 2017, nell'amichevole Bermuda-Canada (2-4), siglando la rete del momentaneo 1-0 al minuto 11. Ha partecipato, con la nazionale, alla CONCACAF Gold Cup 2017.

## Statistiche

### Cronologia presenze e reti in nazionale
| Cronologia completa delle presenze e delle reti in nazionale ― Bermuda | Cronologia completa delle presenze e delle reti in nazionale ― Bermuda | Cronologia completa delle presenze e delle reti in nazionale ― Bermuda | Cronologia completa delle presenze e delle reti in nazionale ― Bermuda | Cronologia completa delle presenze e delle reti in nazionale ― Bermuda | Cronologia completa delle presenze e delle reti in nazionale ― Bermuda | Cronologia completa delle presenze e delle reti in nazionale ― Bermuda | Cronologia completa delle presenze e delle reti in nazionale ― Bermuda |
| Data                                                                   | Città                                                                  | In casa                                                                | Risultato                                                              | Ospiti                                                                 | Competizione                                                           | Reti                                                                   | Note                                                                   |
| ---------------------------------------------------------------------- | ---------------------------------------------------------------------- | ---------------------------------------------------------------------- | ---------------------------------------------------------------------- | ---------------------------------------------------------------------- | ---------------------------------------------------------------------- | ---------------------------------------------------------------------- | ---------------------------------------------------------------------- |
| 6-3-2015                                                               | Hamilton                                                               | Bermuda                                                                | 2 – 2                                                                  | Grenada                                                                | Amichevole                                                             | -                                                                      | 58’                                                                    |
| 8-3-2015                                                               | Hamilton                                                               | Bermuda                                                                | 2 – 0                                                                  | Grenada                                                                | Amichevole                                                             | -                                                                      | 19’                                                                    |
| 26-3-2015                                                              | Nassau                                                                 | Bahamas                                                                | 0 – 5                                                                  | Bermuda                                                                | Qual. Mondiali 2018                                                    | -                                                                      | 76’                                                                    |
| 29-3-2015                                                              | Hamilton                                                               | Bermuda                                                                | 3 – 0                                                                  | Bahamas                                                                | Qual. Mondiali 2018                                                    | -                                                                      |                                                                        |
| 13-6-2015                                                              | Città del Guatemala                                                    | Guatemala                                                              | 0 – 0                                                                  | Bermuda                                                                | Qual. Mondiali 2018                                                    | -                                                                      |                                                                        |
| 16-6-2015                                                              | Hamilton                                                               | Bermuda                                                                | 0 – 1                                                                  | Guatemala                                                              | Qual. Mondiali 2018                                                    | -                                                                      |                                                                        |
| 19-6-2016                                                              | Remire-Montjoly                                                        | Guyana francese                                                        | 3 – 0                                                                  | Bermuda                                                                | Qualificazioni alla Coppa dei Caraibi 2017                             | -                                                                      |                                                                        |
| 22-1-2017                                                              | Hamilton                                                               | Bermuda                                                                | 2 – 4                                                                  | Canada                                                                 | Amichevole                                                             | 1                                                                      |                                                                        |
| 21-6-2019                                                              | Frisco                                                                 | Costa Rica                                                             | 2 – 1                                                                  | Bermuda                                                                | Gold Cup 2019 - 1º Turno                                               | -                                                                      |                                                                        |
| 25-6-2019                                                              | Harrison                                                               | Bermuda                                                                | 2 – 0                                                                  | Nicaragua                                                              | Gold Cup 2019 - 1º Turno                                               | -                                                                      | 54’                                                                    |
| 6-9-2019                                                               | Hamilton                                                               | Bermuda                                                                | 1 – 4                                                                  | Panama                                                                 | CONCACAF Nations League 2019-2020 - 1º Turno                           | -                                                                      | 75’                                                                    |
| 9-9-2019                                                               | Panama                                                                 | Panama                                                                 | 0 – 2                                                                  | Bermuda                                                                | CONCACAF Nations League 2019-2020 - 1º Turno                           | -                                                                      | 14’ 76’                                                                |
| 12-10-2019                                                             | Hamilton                                                               | Bermuda                                                                | 1 – 5                                                                  | Messico                                                                | CONCACAF Nations League 2019-2020 - 1º Turno                           | -                                                                      | 45’                                                                    |
| 4-6-2022                                                               | Hamilton                                                               | Bermuda                                                                | 0 – 0                                                                  | Haiti                                                                  | CONCACAF Nations League 2022-2023 - 1º Turno                           | -                                                                      |                                                                        |
| 7-6-2022                                                               | Georgetown                                                             | Guyana                                                                 | 2 – 1                                                                  | Bermuda                                                                | CONCACAF Nations League 2022-2023 - 1º Turno                           | -                                                                      | 88’                                                                    |
| 25-3-2023                                                              | Hamilton                                                               | Bermuda                                                                | 0 – 2                                                                  | Guyana                                                                 | CONCACAF Nations League 2023-2024 - 1º Turno                           | -                                                                      |                                                                        |
| Totale                                                                 |                                                                        | Presenze                                                               | 16                                                                     |                                                                        | Reti                                                                   | 1                                                                      |                                                                        |